# Nina Uljanienko
Nina Zacharowna Uljanienko (ros. Нина Захаровна Ульяненко, ur. 17 grudnia 1923 w Wotkińsku, zm. 31 sierpnia 2005 w Iżewsku) – radziecka pilotka, Bohater Związku Radzieckiego (1945).

## Życiorys
Uczyła się w technikum lotniczym w Saratowie, od 1942 służyła w Armii Czerwonej, ukończyła kursy szturmanów (nawigatorów) przy wojskowej szkole lotniczej w Engelsie, od maja 1942 uczestniczyła w wojnie z Niemcami. Walczyła w bitwie pod Stalingradem, nad Wołgą, brała udział w obronie północnego Kaukazu, walkach na Krymie, Białorusi, w Polsce i Prusach Wschodnich oraz w zdobyciu Berlina. Od 1944 należała do WKP(b), jako dowódca klucza 46 gwardyjskiego pułku nocnych bombowców 325 Nocnej Bombowej Dywizji Lotniczej 4 Armii Powietrznej 2 Frontu Białoruskiego wykonała 815 nalotów bombowych na wojska wroga. W 1945 została przeniesiona do rezerwy w stopniu porucznika, w 1948 ukończyła obwodową szkołę partyjną w Kursku, a w 1957 Udmurcki Instytut Pedagogiczny, pracowała jako nauczycielka historii w szkołach w Wotkińsku i rejonie wotkińskim. 24 października 1996 otrzymała honorowe obywatelstwo Udmurcji.

## Odznaczenia
- Złota Gwiazda Bohatera Związku Radzieckiego (18 sierpnia 1945)
- Order Lenina (18 sierpnia 1945)
- Order Czerwonego Sztandaru (dwukrotnie)
- Order Wojny Ojczyźnianej I klasy (11 marca 1985)
- Order Wojny Ojczyźnianej II klasy
- Order Czerwonej Gwiazdy

I medale.